# Gonzalo Pineda
Gonzalo Pineda Reyes (* 19. Oktober 1982 in Mexiko-Stadt) ist ein ehemaliger mexikanischer Fußballspieler und heutiger -trainer.

## Karriere

### Vereinskarriere
Pineda ging aus der Jugend des Fußballvereins UNAM Pumas hervor. Für diesen Verein gab der Mittelfeldspieler auch sein Profidebüt in der mexikanischen Primera División in einem Spiel gegen die Monarcas Morelia (0:1) am 17. Mai 2003. Von Anfang 2006 bis 2014 befand er sich in Diensten von Deportivo Guadalajara, wurde in diesem Zeitraum jedoch viermal verliehen (an Club San Luis, CD Cruz Azul, Puebla FC und Querétaro Fútbol Club). Er wurde dreimal mexikanischer Fußballmeister, zweimal mit den Pumas und einmal mit Guadalajara.
Von März 2014 bis Anfang 2016 spielte Pineda für zwei Jahre bei den Seattle Sounders. Im Anschluss daran gab er im Januar 2016 sein Karriereende bekannt und erklärte, Trainer werden zu wollen.
Im Januar 2017 kehrte Pineda zu den Seattle Sounders zurück und übernahm den Posten des Assistenztrainers an der Seite von Brian Schmetzer. Zwischen Sommer 2021 und 2024 war er Cheftrainer von Atlanta United.

### Nationalmannschaft
Von 2004 bis 2008 spielte Pineda für die mexikanische Nationalmannschaft. Unter anderem gehörte er zum mexikanischen Kader für die  Weltmeisterschaft 2006 in Deutschland. Pineda kam in allen drei Gruppenspielen der Mexikaner sowie im Achtelfinale gegen Argentinien zum Einsatz; Letzteres wurde mit 1:2 nach Verlängerung verloren und Mexiko schied aus.

## Erfolge
- Mexikanischer Meister: Clausura 2004 und Apertura 2004 (mit den UNAM Pumas) sowie Apertura 2006 (mit Deportivo Guadalajara)